# Palloseura Kemi Kings
Palloseura Kemi Kings (eller PS Kemi Kings) är en fotbollsklubb från Kemi i Finland.
Fotbollsklubben grundades den 21 oktober 1999 när Kemin Palloseura, Kemin Pallotoverit-85 och Visan Pallo gick ihop. PS Kemi Kings största framgång hittills, är när de kom bland åtta bästa lagen i Finska Cupen, säsongen 2006. Säsongen 2007 vann PS Kemi Kings Tvåans C-segment och flyttades upp till Ettan.  

## Spelartrupp
Uppdaterad: 9 september 2016
| Nr | Land                           | Pos | Namn                               |
| -- | ------------------------------ | --- | ---------------------------------- |
| 1  | Finland                        | MV  | Juhani Pennanen                    |
| 2  | Frankrike                      | F   | David Bitsindou                    |
| 3  | Finland                        | F   | Henri Louste                       |
| 4  | Slovenien                      | MF  | Filip Valenčič                     |
| 5  | USA                            | A   | Christian Eissele                  |
| 6  | Finland                        | MF  | Saku Kvist                         |
| 7  | Sverige                        | A   | Erik Törnros (lån från Dalkurd FF) |
| 8  | Finland                        | MF  | Joona Veteli                       |
| 11 | Saint Vincent och Grenadinerna | A   | Cornelius Stewart                  |
| 12 | Finland                        | MV  | Jusa Impiö                         |
| 13 | Finland                        | F   | Janne Turpeenniemi                 |
| 14 | Finland                        | MF  | Matias Ojala                       |

| Nr | Land     | Pos | Namn            |
| -- | -------- | --- | --------------- |
| 15 | Serbien  | MF  | Željko Savić    |
| 17 | Finland  | A   | Aleksi Gullsten |
| 18 | Finland  | MF  | Joni Lehosmaa   |
| 19 | Finland  | MF  | Paavo Jokinen   |
| 20 | Finland  | A   | Aleksi Räihä    |
| 21 | Rumänien | F   | Nicolae Vasile  |
| 23 | Finland  | F   | Kalle Taimi     |
| 24 | Finland  | A   | Topias Wiena    |
| 35 | Finland  | MV  | Mikko Vilmunen  |
| 87 | England  | MF  | Ryan Gilligan   |
| 88 | Finland  | F   | Tuomo Könönen   |